# Mierlino (obwód smoleński)
Mierlino (ros. Мерлино) – wieś (ros. деревня, trb. dieriewnia) w zachodniej Rosji, centrum administracyjne osiedla wiejskiego Mierlinskoje rejonu krasninskiego w obwodzie smoleńskim.

## Geografia
Miejscowość położona jest nad rzeką Wstiesna, 1,5 km od drogi federalnej R135 (Smoleńsk – Krasnyj – Gusino), 10,5 km od centrum administracyjnego rejonu (Krasnyj), 36 km od Smoleńska, 17 km od najbliższej stacji kolejowej (Wielino).
W granicach miejscowości znajdują się ulice: Mołodiożnaja, Parkowaja, 1-ja Proizwodstwiennaja, 2-ja Proizwodstwiennaja, 3-ja Proizwodstwiennaja, Siewiernaja, Sołniecznaja, Sportiwnaja, Szkolnaja, Zielonaja, Wostocznaja.

## Demografia
W 2010 r. miejscowość zamieszkiwały 302 osoby.